# Abyssidrilus profundus
Abyssidrilus profundus är en ringmaskart som först beskrevs av Cook 1970.  Abyssidrilus profundus ingår i släktet Abyssidrilus och familjen glattmaskar. Arten är reproducerande i Sverige. Inga underarter finns listade i Catalogue of Life.